# 倉坂くるる
倉坂 くるる（くらさか くるる、4月5日 - ）は、日本のコスプレイヤー。

## CD
ミニアルバム
『Sewing Smile Sky』
CDシングル
TVアニメ「女神寮の寮母くん。」主題歌CD 
共同製作
Marvelous×Marble(倉坂くるる、Lalami、雨情華月)
ストリーミング配信（Youtube,Spotifyなど）
ハレルヤフォーゼ

はろー☆一番星

 My Rainbow ~ありがとうを君へ~

 Shining Tomorrow

くるにゃん❤︎Temptation!

 MIRACLE CHEERFUL!!

 Dreaming Voice

 My Rainbow ～ありがとうを君へ～

オレンジ（cover）

HANAJI（cover）

## 出演

### テレビ番組
- アイQTV（2019年3月、TOKYO MX）[2]
- 勇者ああああ(テレビ東京)6月度エンディングテーマ
- ケンドーコバヤシのバコバコTV(テレビ大阪)
- 原口あきまさの深夜のおバカ騒ぎ(TOKYO MX)

### Web番組
- 勝手にハイスクール(グノシーライブ)（2019年10月〜　毎週火曜日20:00〜）
- au Wowma!(2020年2月15日)
- ニコニコ生放送/12CO2CO2COちゃんねる（2019年8月13日、2020年3月12日、2020年5月11日)
- YouTube/12COちゃんねる（2019年9月26日、2019年11月14日）
- ワイキュー（2018年10月、2019年2月)

＊ YouTube/ひとコブふたコブ

### 雑誌
- Elfy girl
- Elfy
- オトカルチャー
- サーカスマックス
- ヤングキング
- 実話BUNKA超タブー
- 少年エース（2021年7月26日）